# Dvořákovy sady (Karlovy Vary)
Dvořákovy sady v Karlových Varech leží v centru města na okraji jeho lázeňské části při  břehu řeky Teplé. Ohraničeny jsou Vojenským lázeňským ústavem, Zahradní ulicí a nábřežím řeky. Byly založeny v roce 1878.

## Historie
Do sedmdesátých let 19. století patřily městu pouze park u vily Lützow (sady Jeana de Carro) a v letech 1831–1834 parkově upravený sad nad Mlýnskou kolonádou (Skalníkovy sady). V roce 1874 koupilo město za 300 000 zlatých zahradu fotografa Wimra a nechalo zde v letech 1876–1878 založit park. Jiný zdroj uvádí, že nový městský park byl založen v letech 1877–1878 v bývalé Wintrově zahradě, event. Winterových zahradách. Zdroje se shodují, že park byl zřízen na zahradě za Vojenským lázeňským ústavem a veřejnosti zpřístupněn v roce 1878. Plán výstavby vypracoval umělecký zahradník Jan Hahmann, který tehdy již pečoval o Skalníkovy sady. Výstavba si vyžádala regulaci řeky a bylo nutné vyrovnat terén a zvýšit úroveň některých zahradních partií.
V letech 1880–1881 byla v praku postavena litinová koncertní a restaurační hala Blanenský pavilon.
Na začátku lázeňské zóny roku 1974 byl park nově upraven podle návrhu architekta Adolfa Petra. Na počest hudebního skladatele Antonína Dvořáka zde byl v rámci úprav instalován umělcův pomník a park získal název Dvořákovy sady.

## Popis

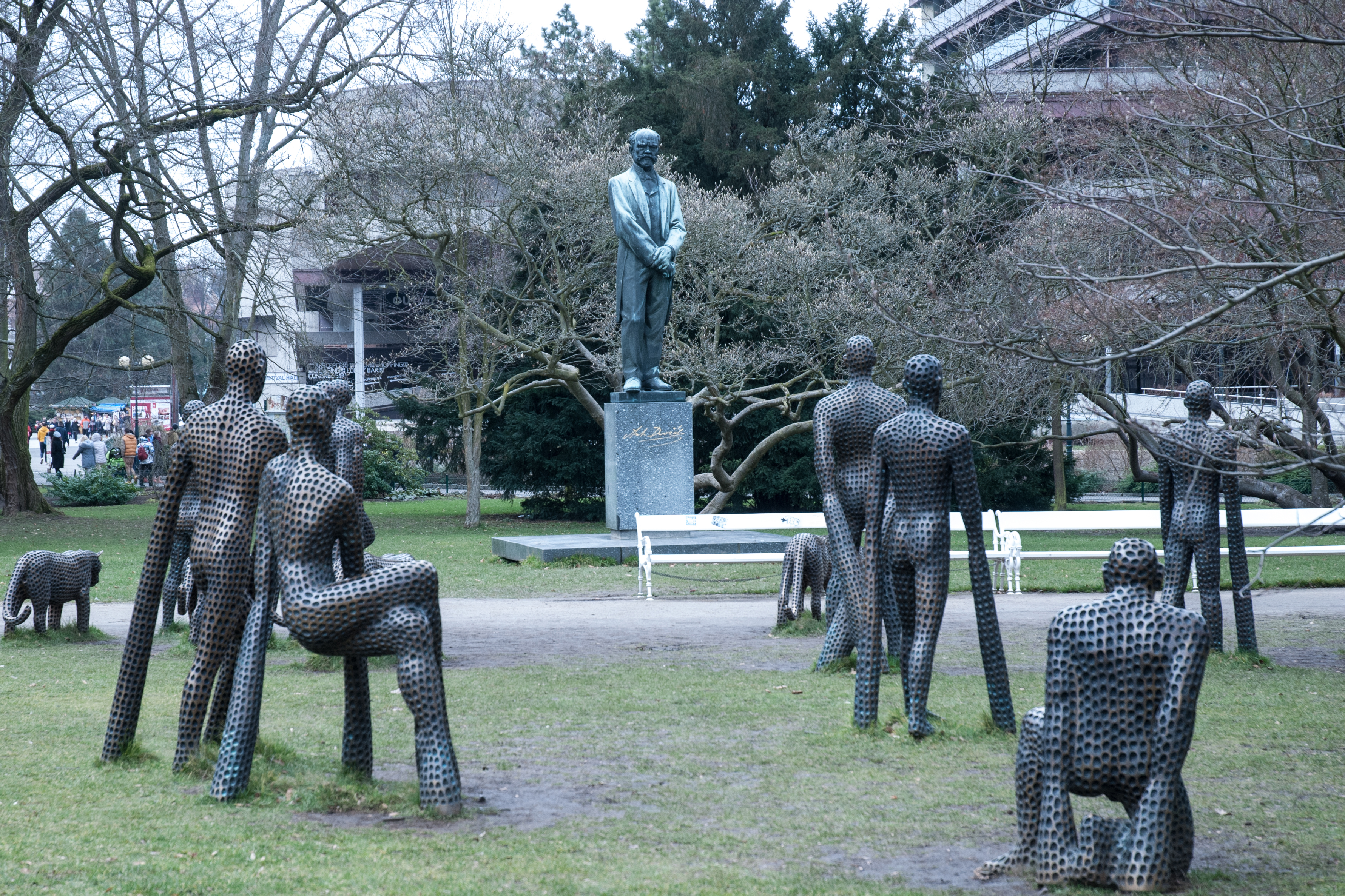
Antonín Dvořák obklopen částí Smečky, únor 2020

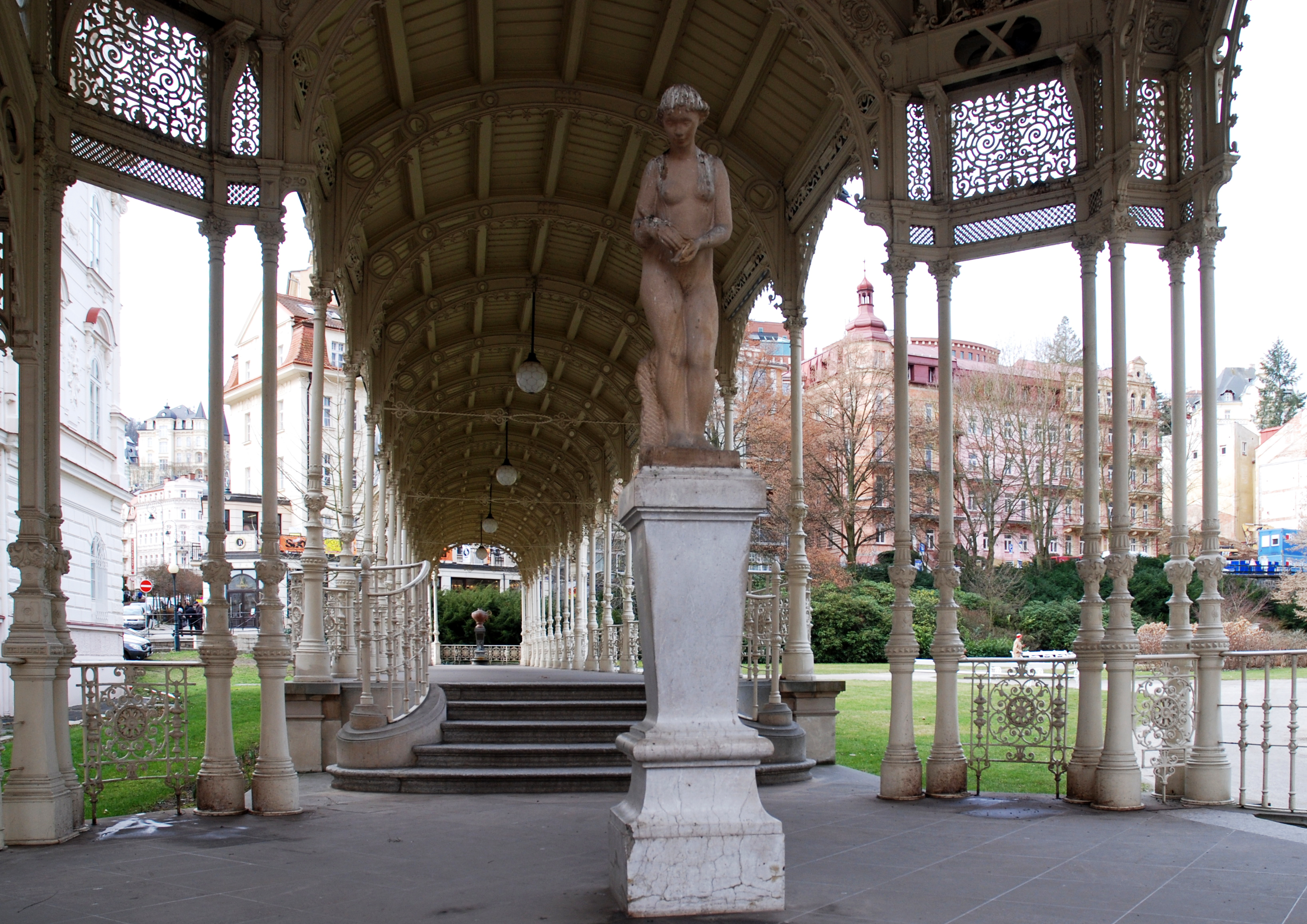
Hygie v Sadové kolonádě, březen 2019

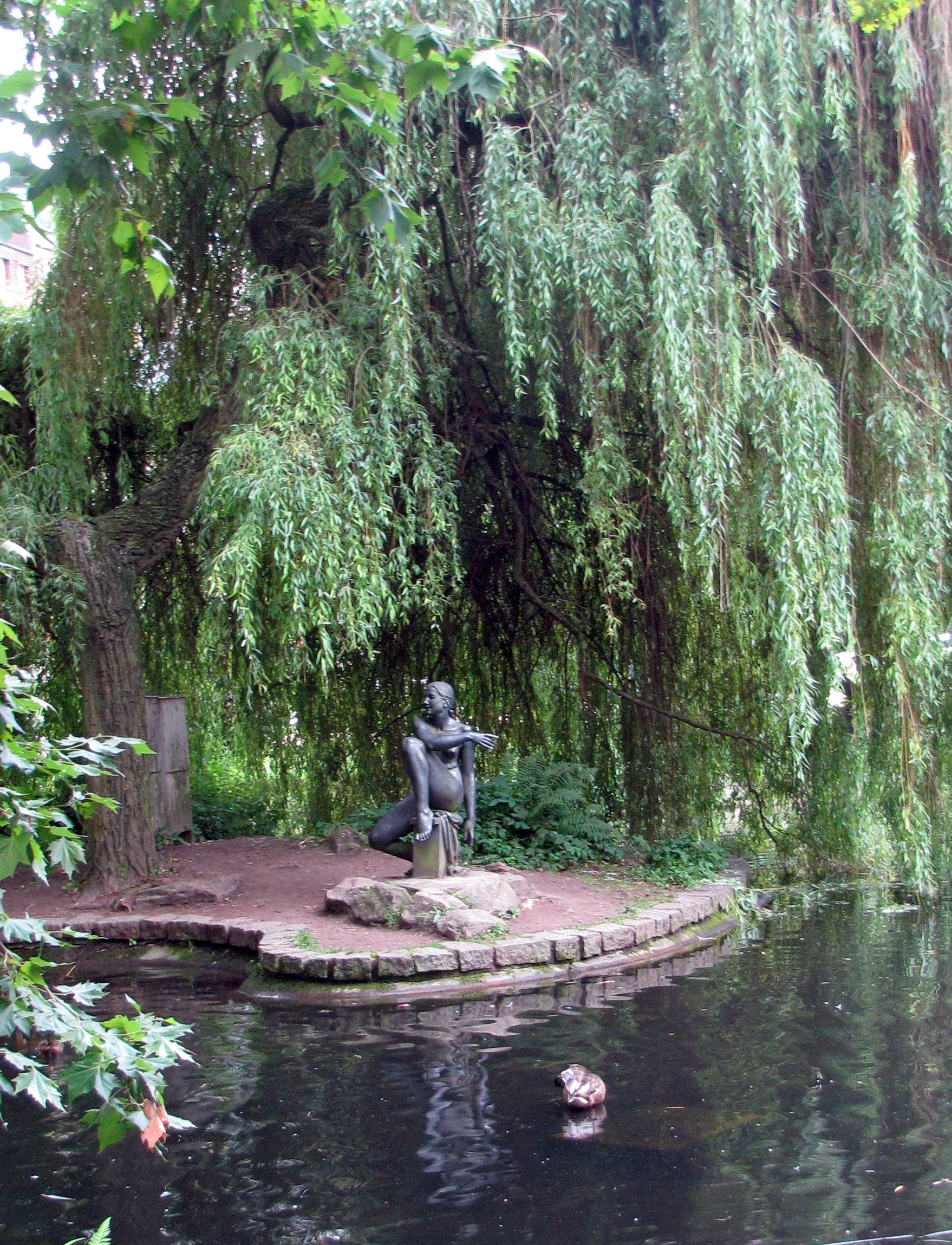
Rusalka u jezírka, srpen 2010

V parku byly vysázeny platany, duby, javory a jilmy a zřízeny pískové cesty, pyramidy růžových keřů, květinové záhony a vodní zátiší s vodotryskem.
O údržbu Dvořákových sadů, stejně jako ostatních sadů a parků na území města, se od roku 1992 stará příspěvková organizace Správa lázeňských parků.

### Stavby v parku
- Blanenský pavilon – dnes již neexistuje. Litinový pavilon byl postaven v letech 1880–1881 karlovarským stavitelem Josefem Waldertem. Návrh budovy pocházel z ateliéru Fellner a Helmer. V březnu roku 1965 byla její velká část pro zchátralost zbořena. Zůstalo pouze východní křídlo promenádní části – Sadová kolonáda.[3][5]

- Sadová kolonáda – litinová kolonáda, původně součást dvouramenné kryté promenádní verandy již neexistujícího Blanenského pavilonu. V prostoru kolonády byl v osmdesátých letech 20. století nově vyveden vývěr Hadího pramene. V protilehlém rondelu stojí socha Hygie.

### Sochařská výzdoba v parku
- Pomník Antonína Dvořáka – nadživotní bronzová socha na žulovém podstavci, dílo z roku 1974, autor karlovarský sochař Karel Kuneš ml. (1920–1997).[6][7]
- Socha Hygie v Sadové kolonádě – dílo z roku 1955, autoři Antonín Kuchař (1919–1997), Ludmila Vojířová (1919–2014).[7]
- Socha Rusalky – u jezírka.
- Dívka se džbánem – volná socha u Sadové kolonády, dílo z konce 60. nebo začátku 70. let, autor František Nonfried (1910–1975).[8]
- Sousoší Smečka – dočasná expozice instalována v roce 2019, digitální sochařství, autor Michal Gabriel (*1960)[9], člen skupiny Tvrdohlaví.

### Vzácné stromy v parku
- Antonín (památný strom)
- Dvořákův platan
- Sadový platan

### Termální prameny v parku
- Hadí pramen – v západním rondelu Sadové kolonády.
- Sadový pramen – v budově Vojenského lázeňského ústavu, přístup je z parku z boční části léčebny od Sadové kolonády.

## Naučná stezka lázeňskými parky
Parkem prochází naučná dendrologická stezka. 